# 領事協助
領事協助（英語：Consular assistance）是指派遣國的外交領事機關或領事官員，在國際法允許的範圍內，接受國保護派遣國的國家利益、本國公民和法人的合法權益之行為，主要是一個國家派駐在外國的外交官向該國旅居海外之公民提供的幫助和建議。
其行為的最終目的是根據國家主權平等和友好合作的原則，要求接受國保護派遣國及其國民的權利和利益，維護和加強兩方的友好合作關係。

## 概要
領事協助分為以下形式：
- 為本國公民替換旅行證件。
- 在本國公民於海外發生事故、嚴重疾病或死亡時提供建議或支持。
- 對在海外被拘禁的本國公民進行探視。
- 於本國公民在海外被綁架或失蹤的情況下與當地警察聯絡。
- 於本國公民陷入外國內亂和自然災害等危機期間提供幫助。
- 就本國公民在海外的醫療或法律問題提供當地醫生和律師的名單。
- 在外國港口監督懸掛本國國旗的船隻。

## 各國領事協助示例

### 欧盟
歐盟會為歐盟成員國的公民就以下任何一項條件作援助：
- 死亡
- 嚴重事故或嚴重疾病
- 被逮捕或拘留
- 成為罪行的受害者
- 緊急情況下的救濟和遣返
- 需要一份緊急旅行證件（例如：護照丟失或失竊）

根據《歐盟條約》第20（2）c和23條以及《歐洲聯盟基本權利憲章》第46條規定，歐盟公民有權在與該國國民相同的條件下接受領事保護。

### 中国
自香港與澳門回歸以來，香港與澳門居民的領事保護一直由中華人民共和國外交部處理。
為能令身在海外的中國公民在遇到困難時可以獲及時、專業的指導和幫助，中國外交部於2014年9月2日起設立外交部全球領事保護與服務應急呼叫中心，並開通了24小時領事保護熱線：+86 10 12308。
中華人民共和國外交部會為中國公民（含香港、澳门居民）提供以下援助：
- 可以在遭遇意外時協助將事故或損傷情況通知親屬。
- 可以爲遺失旅行證件或無證件的中國公民簽發旅行證件或回國證明。
- 符合申領護照或簽證身份書的中國公民，可透過中國駐外的使、領館遞交申請書及領取獲簽發的旅行證件。
- 可以在被拘留、逮捕或服刑時，根據請求對申請人進行探視，但无权干涉当地执法部门办案。
- 可以免费為申請人推薦律師、翻譯和醫生，以幫助申請人進行訴訟或尋求醫療救助，但律师费、医疗费等需由当事人自行承担。
- 可以在申請人遇到經濟困難時協助申請人與親屬聯繫，以便及時解決所需費用，但不会为当事人垫付费用。
- 可以在駐在國發生重大突發事件時，爲申請人撤離危險地區提供諮詢和必要的協助，例如撤侨。
- 可以協助申請人尋找懷疑遇險或被拘留的親友。
- 可以根據中華人民共和國有關法律、法規和相關國際條約爲中國公民辦理有關文件的公證、認證；在與所在國的法律規章不相牴觸的情況下辦理中國公民間的婚姻登記手續。

### 美国
美國國務院會為處於已設立大使館之國家中的美國公民就以下原因提供援助：
- 父母跨國被拐帶子女
- 美國公民被拘捕
- 美國公民在他國去世
- 犯罪行為受害者
- 因在異地破產之緊急經濟協助